# Bondi Band
Bondi Band é uma série de animação ítalo-espanhola criada pela IAM Cartoon Projects e co-produzida pelas empresas Exim Licensing Group, LedaFilms e Mondo TV em 2011.
A série conta as aventuras de um grupo de crianças que formam uma banda de super-heróis para salvar sua cidade da vilã Miss C. Lebrity, que busca dominar o mundo com o poder de uma poderosa rocha nas profundezas da terra. A série foi lançada originalmente em 2011 pelas filiais italianas do Disney XD e do Cartoon Network e, no ano seguinte, foi distribuída pelo Disney XD em vários países, incluindo o Brasil.
Em 2013, passou a ser exibida pela Band através do Band Kids por canal aberto.

## História
Na pré-história uma estranha pedra rosada com um poder inimaginável caiu na Terra, sendo a responsável pela extinção dos dinossauros. Nos dias atuais, Tony, Laila, Azim, David, Nina e Boris são seis amigos que tinham uma vida normal como estudantes na cidade de Vila Torna Sol até descobrirem os planos da maliciosa Miss C. Lebrity de dominar o mundo usando os poderes da pedra rosa, fazendo de tudo para retirá-la do centro da Terra. Nisso eles são escolhidos pelo protetor da Vila Torna Sol, o lendário músico Peter Solfa, para protegerem sua cidade dos ataques da vilã através dos poderes de seus instrumentos, formando a banda de super-heróis Bondi Band.

## Personagens

### Bondi Band
- Tony Macarroni - É o líder e guitarrista da banda dono do hexarock do Rock. Ele é muito egocêntrico, sempre se importando mais com sua aparência e em conquistar as garotas. Está sempre junto de Laila, a quem ele chama de "Principessa" (princesa em italiano). Seu poder é o de disparar raios da sua guitarra e, quando ativa seu poder especial "Rock'n Roll", ele é capaz de disparar raios ainda mais poderosos.

- Laila Love - É a vocalista, co-líder da banda e dona do hexarock do Blues. Ela é cega, porém tem seus demais sentidos apurados, sendo sensível a sons e cheiros. Está sempre junta de Tony, a quem ela chama de "Rockstar" e também é a mais calma e segura da equipe. Seu poder é o de emitir todos os tipos de gases de seu bastão e, quando ativa seu poder especial "Hora do Blues", ela cria campos de força.

- David Creplaj - É o baixista da banda e dono do hexarock do Ska. É o mais jovem e medroso da equipe, sempre se assustando com facilidade dos perigos e gritando por sua mãe. Ele também é apaixonado por Roxy, porém nunca consegue chamar sua atenção exceto quando está transformado. Seu poder é o da super velocidade com seus patins e turbos e, quando ativa seu poder especial "Super Ska Attak", ele é capaz de criar um tornado correndo em alta velocidade.

- Azim Ali - É o DJ da banda e o dono do hexarock do Hip Hop. É o mais inteligente da equipe, sendo totalmente aficionado por tecnologia. Ele também é o que menos aparece em combate, preferindo mais fazer cálculos durante as lutas do que lutar por conta própria, além de controlar o ônibus da banda. Seu poder é o de detectar as pedras rosas e criar cálculos virtuais e, quando ativa seu poder especial "Hip Hop Hologram", ele cria hologramas de si mesmo.

- Nina Olsen - É a tecladista da banda e a dona do hexarock do Pop. Ela é a mais sensível e tímida da equipe, sendo vegetariana e se preocupando bastante com seus amigos. Ela usa um par de óculos e aparelhos nos dentes, muitas vezes chegando a falar cuspindo. Seu poder é o de disparar todos os tipos de fluidos de seu teclado e, quando ativa seu poder especial "Poder do Pop", ela é capaz de alterar a água em diferentes estados, podendo congelar os inimigos.

- Boris Massa - É o baterista da banda e o dono do hexarock do Heavy Metal. Ele é um garoto gordo e guloso, mas mesmo assim forte o bastante para lutar com seus amigos. Ele sonha em ser um grande baterista. Seu poder é o de atirar pratos capazes de cortar e emitir ondas sônicas e, quando ativa seu poder especial "Heavy Force", ele se torna mais forte com uma armadura mecânica.

### Vilões
- Miss C. Lebrity - É a mulher mais rica de Vila Torna Sol, vista por todos exceto os Bondi Band como uma pessoa amável e sensata. Ela busca obter a grande pedra rosa no centro da Terra para poder dominar o mundo, fazendo de tudo para consegui-la, mesmo que para isso precise destruir a cidade. Apesar disso, ela possui um pequeno fragmento da pedra rosa, da qual ela usa para infectar os seres vivos transformando-os em monstros para acabar com os Bondi Band. Está sempre acompanhada de seu ajudante atrapalhado Mike Chong.

- Mike Chong - O ajudante atrapalhado da Miss C. Lebrity. Ele faz de tudo para satisfazer a sua "senhora", além de demonstrar ser apaixonado por ela algumas vezes. Está sempre se disfarçando para fazer os trabalhos sujos de sua mestra, além de não ser muito esperto. Seu maior sonho, além de conquistar C. Lebrity, é o de se tornar um cantor pop latino.

### Outros personagens
- Roxy C. Lebrity - É a filha da Miss C. Lebrity. Uma garota rica e mimada que age como uma patricinha se achando melhor que todo mundo. Está sempre andando com três garotas rosas que são as suas "cúmplices". David é apaixonado por ela, porém ela o despreza, só gostando dele quando está transformado sem saber a sua identidade secreta.

- Peter Solfa - É o mentor dos Bondi Band. É um velho músico ao estilo hippie que foi mandado para a órbita da Terra em uma bolha de substância rosa por Miss C. Lebrity. Ele foi o responsável por escolher os Bondi Band e lhes dar os hexarocks para protegerem a Vila Torna Sol.

- Splash - É o guitarrista favorito de Tony. Ele é uma paródia do guitarrista Slash.

## Canções
Ao final de cada episódio, um dos personagens (geralmente o destacado no episódio) canta uma música, sendo que cada um dos personagens do elenco principal possui uma canção referente. Elas são exibidas juntas ao encerramento.
- É Muito Bom Ser Eu (Tony)

- Meninas Estranhas (Laila)

- Hoy Hoy Hoy (David)

- Tudo é Super Tecnológico (Azim)

- Chiki Pum (Nina)

- Rockstar (Boris)

- A União Faz a Força (todos)

- Isto Sim Que É Amor (David)

- Para Servi-la (Mike Chong)

- Be Pink (Miss C. Lebrity)

- Pinki Roxy (Roxy)

- O Amanhã É Hoje (Peter Solfa)

## Dublagem
| Personagem | Dublagem                                              | Dublagem                                               |
| ---------- | ----------------------------------------------------- | ------------------------------------------------------ |
| Tony       | Fábio Lucindo                                         | Héctor Cuevas Ireta (diálogos) Pablo Gandolfo (canção) |
| Azim       | Raphael Ferreira                                      | -                                                      |
| Laila      | Melissa Garcia                                        | Annie Rojas                                            |
| Nina       | Jussara Marques (dialogos) Andressa Andenatto(canção) | Alondra Hidalgo                                        |
| David      | Diego Marques                                         | Carlos Íñigo                                           |
| Boris      | Silas Borges                                          | -                                                      |